# UNICEF Open 2010
L'UNICEF Open 2010 è stato un torneo di tennis giocato sull'erba. Era la 21ª edizione dell'UNICEF Open, fino al 2009 noto come Ordina Open, facente parte della categoria ATP World Tour 250 series nell'ambito dell'ATP World Tour 2010, e della categoria International nell'ambito del WTA Tour 2010. È stato un evento combinato sia maschile che femminile, e si è giocato all'Autotron park di 's-Hertogenbosch, nei Paesi Bassi, dal 13 a 19 giugno 2010.

## Partecipanti ATP

### Teste di serie
| Giocatore          | Nazionalità | Ranking* | Testa di serie |
| ------------------ | ----------- | -------- | -------------- |
| Ivan Ljubičić      | Croazia     | 15       | 1              |
| Marcos Baghdatis   | Cipro       | 26       | 2              |
| Tommy Robredo      | Spagna      | 36       | 3              |
| Viktor Troicki     | Serbia      | 39       | 4              |
| Philipp Petzschner | Germania    | 41       | 5              |
| Thiemo de Bakker   | Paesi Bassi | 44       | 6              |
| Janko Tipsarević   | Serbia      | 50       | 7              |
| Benjamin Becker    | Germania    | 52       | 8              |

- Le teste di serie sono basate sul ranking al 7 giugno 2010.

### Altri partecipanti
I seguenti giocatori hanno ricevuto una wild card:
- Robin Haase
- Henri Kontinen
- Igor Sijsling

I seguenti giocatori sono passati dalle qualificazioni:

- Dustin Brown
- Rameez Junaid
- Rajeev Ram (come Lucky Loser)
- Simon Stadler
- Kristof Vliegen

## Partecipanti WTA

### Teste di serie
| Giocatrice              | Nazionalità | Ranking* | Testa di serie |
| ----------------------- | ----------- | -------- | -------------- |
| Justine Henin           | Belgio      | 18       | 1              |
| Dinara Safina           | Russia      | 20       | 2              |
| Marija Kirilenko        | Russia      | 28       | 3              |
| Jaroslava Švedova       | Kazakistan  | 32       | 4              |
| Alexandra Dulgheru      | Romania     | 31       | 5              |
| Sara Errani             | Italia      | 33       | 6              |
| Andrea Petković         | Germania    | 34       | 7              |
| Anabel Medina Garrigues | Spagna      | 38       | 8              |

- Le teste di serie sono basate sul ranking al 7 giugno 2010.

### Altre partecipanti
Le seguenti giocatrici hanno ricevuto una wild card:
- Justine Henin
- Laura Robson
- Arantxa Rus

Le seguenti giocatrici sono passate dalle qualificazioni:

- Julie Coin
- Arantxa Parra Santonja
- Anastasija Rodionova
- Sandra Záhlavová

## Campioni

### Singolare maschile
Serhij Stachovs'kyj ha battuto in finale  Janko Tipsarević con il punteggio di 6–3, 6–0

### Singolare femminile
Justine Henin ha battuto in finale  Andrea Petković con il punteggio di 3–6, 6–3, 6–4

### Doppio maschile
Robert Lindstedt /  Horia Tecău hanno battuto in finale  Lukáš Dlouhý /  Leander Paes con il punteggio di 1–6, 7–5, [10–7]

### Doppio femminile
Alla Kudrjavceva /  Anastasija Rodionova hanno battuto in finale  Vania King /  Jaroslava Švedova con il punteggio di 3–6, 6–3, [10–6]